# Šuja (Eslováquia)
Šuja (em húngaro: Suja) é um município da Eslováquia, situado no distrito de Žilina, na região de Žilina. Tem 2,42 km² de área e sua população em 2018 foi estimada em 333 habitantes.

## Demografia
| Ano:        | 1994 | 2004 | 2014   | 2024   |
| ----------- | ---- | ---- | ------ | ------ |
| Broj ljudi: | 0    | 318  | 304    | 323    |
| Razlika:    |      | –    | -4,40% | +6,25% |

| Ano:               | 2023 | 2024   |
| ------------------ | ---- | ------ |
| Número de pessoas: | 318  | 323    |
| Diferença:         |      | +1,57% |